# Vivo (álbum de Joe Vasconcellos)
Vivo es el primer álbum en directo del músico chileno Joe Vasconcellos, lanzado originalmente en 1999 por la compañía discográfica EMI Odeón. Corresponde a la grabación de dos conciertos realizados en el Teatro Providencia de Santiago de Chile durante el invierno de 1999, donde interpretó éxitos de sus cuatro álbumes oficiales hasta entonces.
El álbum incluye, además de los temas de estos conciertos, una versión del clásico vals La joya del Pacífico, que fue utilizado como tema central de la teleserie Cerro Alegre, producción de Canal 13 para el segundo semestre de 1999. 
Luego de su lanzamiento, Vivo se convirtió en el álbum más vendido de la carrera de Joe Vasconcellos. Según la revista Billboard, para marzo de 2000 había vendido más de 90 000 copias. En abril de 2008, la edición chilena de la revista Rolling Stone situó a este álbum en el 24º. lugar dentro de los 50 mejores discos chilenos de todos los tiempos.

## Lista de canciones
| Vivo    |                                      |          |  |
| N.º     | Título                               | Duración |  |
| 1.      | «Ciudad traicionera»                 | 4:38     |  |
| 2.      | «Preemergencia»                      | 3:08     |  |
| 3.      | «Huellas»                            | 6:15     |  |
| 4.      | «Una fiebre»                         | 3:04     |  |
| 5.      | «Sólo por esta noche»                | 3:49     |  |
| 6.      | «Las seis»                           | 3:26     |  |
| 7.      | «Induce»                             | 4:30     |  |
| 8.      | «Mágico»                             | 4:53     |  |
| 9.      | «Conciencia»                         | 2:47     |  |
| 10.     | «Coolpa»                             | 3:11     |  |
| 11.     | «Me demoro»                          | 4:15     |  |
| 12.     | «La funa»                            | 2:25     |  |
| 13.     | «Blusa transparente»                 | 4:17     |  |
| 14.     | «Quieto»                             | 4:36     |  |
| 15.     | «Sueltalapepa»                       | 2:02     |  |
| 16.     | «De terror»                          | 3:50     |  |
| 17.     | «Sed de gol»                         | 3:02     |  |
| 18.     | «Hijo del sol luminoso»              | 4:51     |  |
| 19.     | «La joya del Pacífico» (bonus track) | 3:45     |  |
| 1:13:04 |                                      |          |  |